# Neocyclops petkovskii
Neocyclops petkovskii is een eenoogkreeftjessoort uit de familie van de Halicyclopidae. De wetenschappelijke naam van de soort is voor het eerst geldig gepubliceerd in 1997 door De Laurentiis, Pesce & Halse.